# Poikilospermum naucleiflorum
Poikilospermum naucleiflorum är en nässelväxtart som först beskrevs av John Lindley, och fick sitt nu gällande namn av Chew. Poikilospermum naucleiflorum ingår i släktet Poikilospermum och familjen nässelväxter. Inga underarter finns listade i Catalogue of Life.